# 九真州
九真州，是明代交阯承宣布政使司清化府下轄的一個州，後陷入安南，治所約在今越南清化省靜嘉縣、廣昌縣、農貢縣、如春縣附近地方。

## 沿革
- 永樂五年六月癸未朔（1407年7月5日）置，隸清化府，領古平縣、結悅縣、緣覺縣、農貢縣四縣[2]。
- 永樂六年十月二十六日（1408年11月13日），設九真州典史海門廵檢司[3]。
- 永樂八年七月十四日（1410年8月14日），併九真州之古平縣入本州，領縣三[4]。
- 永樂十三年八月二十三日（1415年9月25日），併九真州之緣覺縣、結悅縣二縣入本州，領縣一[5]。
- 永樂十四年五月十五日（1416年6月10日），設九真州僧正司[6]。
- 永樂十六年八月初二日（1418年9月1日），緣覺縣之天甲海口、布衛海口二巡檢司及結悅縣之濠渠口、隊隈二巡檢司隸九真州[7]。
- 永樂十七年三月十九日癸亥（1419年4月13日），設九真州儒學[8]。
- 永樂十七年九月十四日丙辰（1419年10月3日）,併九真州之農貢縣入本州，不領縣[9]。

## 人物
- 劉翀，交阯九真州判官[10]。